# Team Stronach
Pour les articles homonymes, voir TS, Frank et Team.
La Team Stronach pour l’Autriche (en allemand : Team Stronach für Österreich ; abrégé en TS, FRANK ou Team), est un ancien parti politique autrichien de droite aux tendances libérale,, eurosceptique, et populiste,, fondé par Frank Stronach en 2012 et dissous en 2017.

## Histoire

### Fondation
Devant son nom à l’homme d’affaires austro-canadien Frank Stronach, son fondateur, le parti est officiellement enregistré le 25 septembre 2012, et lancé deux jours plus tard pour les élections législatives de l’automne 2013 lors d’une conférence de presse,,.

### Élections de 2013 dans lesBundesländer
Le parti s’est présenté pour la première fois à des scrutins autrichiens aux élections régionales partielles du 3 mars 2013 en Carinthie et en Basse-Autriche, Land dans lequel le chef de file du parti, Frank Stronach était tête de liste. En Carinthie, avec 11,18 % des voix, le parti a atteint le nombre de quatre sièges sur trente-six au Landtag (parlement régional), alors que l’équipe basse-autrichienne a récolté le score de 9,84 %, soit cinq sièges au Landtag et un au Landesregierung (gouvernement régional).
Cependant, un mois plus tard, lors des élections tyroliennes d’avril 2013, emmenées par Hans-Peter Mayr, le parti n’a pas réussi à atteindre de sièges au Landtag avec un faible score de 3,4 %,. C’est aux élections salzbourgeoises de mai 2013 que la Team Stronach fait une nouvelle entrée dans un parlement régional : avec 8,3 %, la tête de liste locale, Hans Mayr (de), obtient trois sièges au Landtag dans le Land de Salzbourg.

### Élections législatives de 2013
La Team Stronach se présente aux élections législatives nationales du 29 septembre 2013, avec un parti crédité de 6 à 11 % dans les sondages,.
Le parti obtient 11 sièges au Conseil national. Au printemps 2015, deux députés de la Team Stronach rejoignent l’ÖVP.
En juin 2015, deux députés, Marcus Franz et Georg Vetter, font défection et rejoignent l'ÖVP. Ils sont suivis peu après par trois autres de leurs collègues.

### Dissolution
En juin 2017, le parti annonce qu'il ne se présentera pas aux élections législatives prévues en octobre ainsi que sa prochaine dissolution.